# Danielle Darrieux

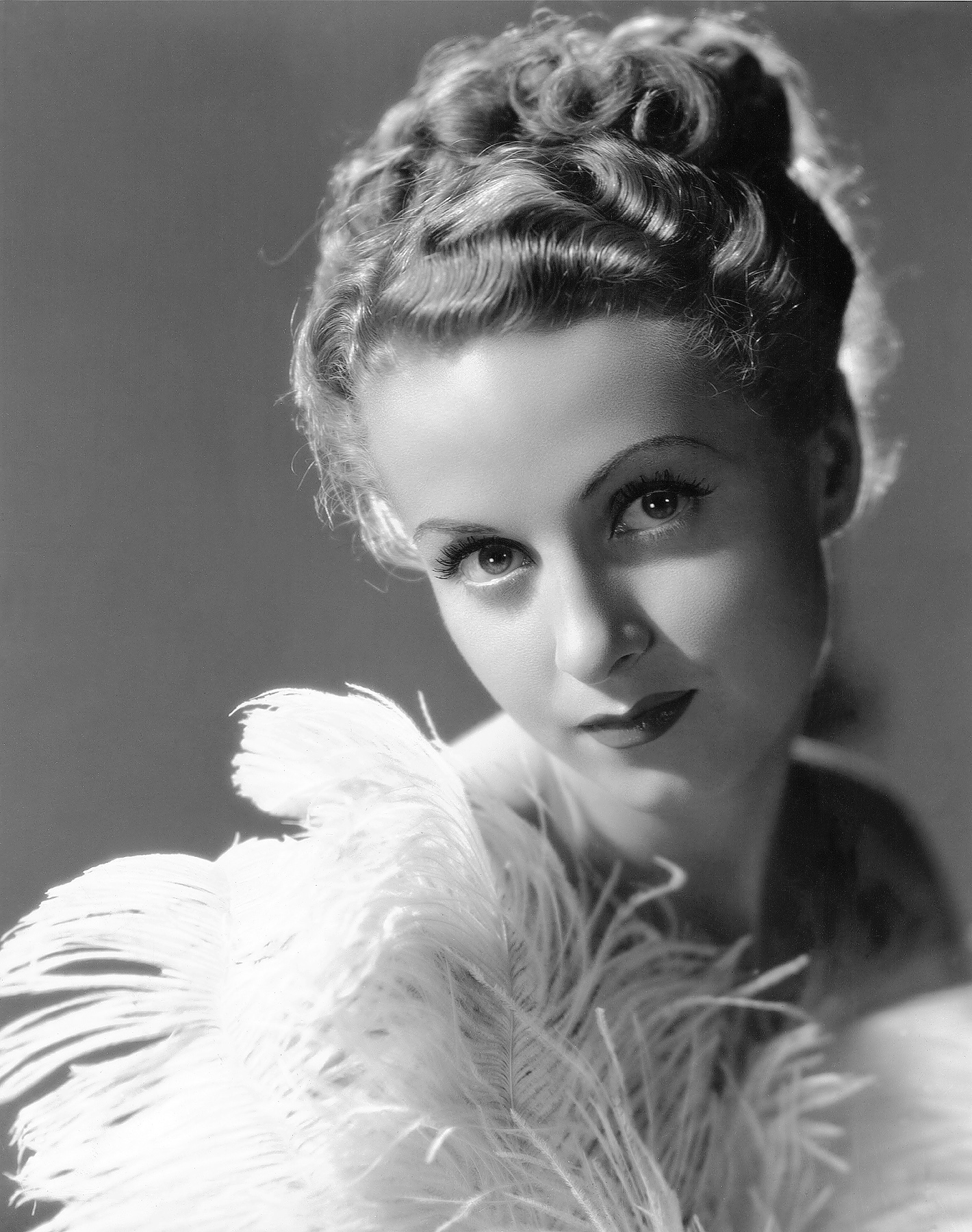
Danielle Darrieux, 1938.

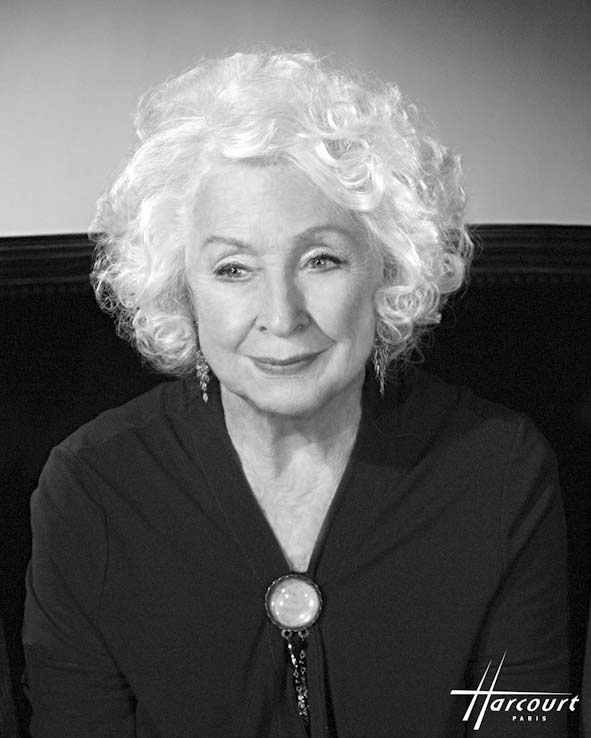
Danielle Darrieux 2008.

Danielle Yvonne Marie Antoinette Darrieux, född 1 maj 1917 i Bordeaux i Frankrike, död 17 oktober 2017 i Bois-le-Roi i Frankrike, var en fransk skådespelare och sångare.

## Biografi
Danielle Darrieuxs far var arméläkare och avled när Darrieux var sju år. Hon växte upp i Paris och lärde sig spela cello vid Konservatoriet. Som fjortonåring skickade modern henne att provspela för en ungdomsroll i filmen Le Bal och detta blev början till en lång och framgångsrik karriär i såväl fransk som internationell film. Hon utvecklades från roller som spröd, romantisk ung flicka till elegant, sofistikerad och världsvan kvinna. Hon blev beundrad världen över som fransk kvinnlighet personifierad.
Under nazisternas ockupation av Frankrike under andra världskriget fick hon en dödsstämpel på sig av den franska motståndsrörelsen för att ha underhållit tyska trupper. Vid ett tillfälle besköts hon på öppen gata i Paris, men hennes dåvarande make, Porfirio Rubirosa, kastade sig då över henne för att skydda henne; han träffades av tre kulor nära njurarna. Darrieux "benådades" senare och fortsatte sin filmkarriär.
Danielle Darrieux har även framträtt på scen, bl.a. 1970 i Broadwayuppsättningen av Coco, och under 1960-talet som sångare.

### Privatliv
Darrieux var gift tre gånger: 1) med regissören Henri Decoin (1934–1940), 2) med den internationelle playboy-diplomaten Porfirio Rubirosa (1942–1947) och 3) från 1947 med författaren Georges Mitsinkides. (Hennes andre make, Rubirosa, gifte om sig med den amerikanska arvtagerskan Doris Duke; det sägs att Duke erbjöd Darrieux 1 miljon dollar för att gå med på en snabbskilsmässa.)

## Filmografi i urval
- 1931 – Le Bal
- 1934 – Volga en Flammes
- 1934 – L'Or dans la Rue
- 1936 – Mademoiselle Mozart
- 1936 – Taras Bulba
- 1936 – Mayerlingdramat
- 1938 –  Vad ska en fattig flicka göra?
- 1945 – Älska mej, odjur!
- 1950 – Kärlekens hus
- 1951 – Två ska man vara
- 1951 – Kärlekens fröjder
- 1952 – Affären Cicero
- 1953 – Bröllopsgåvan
- 1956 – Alexander den store
- 1957 – Oss älskare emellan
- 1967 – Flickorna i Rochefort
- 2002 – 8 kvinnor
- 2003 – Les liasions dangereuses (Miniserie)